# 伊斯蘭教詞彙列表
以下列出由伊斯蘭教及阿拉伯傳統習俗引伸出來，並用阿拉伯語表達的知名詞彙。主要目的是要甄別不同的拼寫方式、列出已經不再使用的拼寫、為這些詞彙給出簡短的定義、令人可以簡便地找到及了解到具體的詞彙及在單一頁面上為伊斯蘭教的獨特詞彙提供指引。
要把伊斯蘭教的意思從專屬阿拉伯文化的概念或語言區分出來可以是十分困難。許多阿拉伯詞彙同時有世俗及伊斯蘭教相關的意思，如達瓦。阿拉伯語的用語在不同語境下有不同的意思，如伊斯蘭。
阿拉伯語有自己的字母系統，其字母、符號及正寫法並非完全相當於拉丁字母（參見阿拉伯字母）。以下列表含有阿拉伯詞彙的轉寫及拼寫差異。列表裡的大部分詞彙都包含阿拉伯語的拼寫。

## A
（عبد）（男）  （أمة）（女）僕人、崇拜者、奴僕。穆斯林自視為真主的僕人和奴隸。諸如阿卜杜拉（真主的僕人）、阿卜杜勒-馬利克（王之僕）、阿卜杜爾-拉赫曼（至仁真主的奴隸）、阿卜杜勒-薩拉姆（和平的奴隸）等常見的穆斯林名字都含有真主的名稱。
艾達卜（أدب）傳統上用以形容禮儀得體，例如有禮就是好艾達卜。不過，這個詞語的用途非常廣泛，正規的意思是「做事的正確方式」，例如「艾達卜基塔爾」的意思是「決鬥的正確方式」（基塔爾在阿拉伯語裡指殊死博鬥），在這個語境下並沒有禮儀的意思。艾達卜的另一個意思是「文學」。
艾贊（أذان）呼喚穆斯林來禮拜。有時會拼寫及讀成阿贊。
阿德勒（عدل）公平正義，特別是指社會、經濟、政治及環境方面的分配正義。
AH（هجرية）伊斯蘭曆使用的紀年系統。伊斯蘭曆起計於穆罕默德離開麥加前往麥地那的時候，這件事被稱為希吉拉。伊斯蘭曆的第一年第一天就是1年（AH）穆哈蘭姆月一日，即公元662年7月16日。
阿德（أحد）字面上解作「一」。在伊斯蘭教裡有唯一、唯獨、唯獨真主的意思。「獨一的」是真主的其中一個稱號。
阿哈卡姆（أحكام）源自古蘭經及聖行的五類行為規範：瓦吉布、穆斯台哈卜、穆哈拉姆、麥克魯海及哈拉勒。
聖裔（أهل البيت）穆罕默德家族的成員。
阿赫法特勞（ أهل الفترة）居住在伊斯蘭教傳達不到的地方的人們。
有經者（أهل الكتاب ）信奉伊斯蘭教出現之前的一神論宗教信徒，這些宗教（基督教、猶太教）的經典被認為是來自古蘭經。
阿黑賴（الآخرة）後世或永生。
阿赫拉克（أخلاق）德行。
伊克拉斯（الإخلاص）對宗教信仰的虔誠。
比爾（البر）對安拉的虔誠正直之心，事事服從。
（عالمين）字面上解作「眾世界」，是包括人類、天使、神靈等所有事物的世界。
希吉爾克爾白西北面一道半圓石壁。
阿萊希塞拉姆（عليه السلام）「祝願他平安」。這句用語在提到除了穆罕默德以外的先知及著名的天使（如吉伯利爾（加百列）、米卡埃爾（米迦勒））之後使用。
阿爾罕杜利拉「一切讚頌，全歸真主」。古蘭經的感歎語，與哈利路亞的意思相同。
安拉（الله）真主的阿拉伯語名稱。
安拉胡馬（اللَّهُمَّ）「噢，真主」。
安拉胡阿克巴（الله أكبر）「安拉至大」。
阿利姆（عالِم）有知識的人，用以指稱一位（任何領域的）學者、科學家或神學家，類似日語裡的先生。
艾瑪奈（أمانة）誠信。在眾生裡只有人類及鎮尼有「誠信」，即自由意志。
阿明（آمين）阿們。祈求真主應允人類的請求。
埃米爾穆民（أمير المؤمنين）信士長官。在摩洛哥等一些國家，信士長官是宗教首長。
阿米娜（آمنة）穆罕默德的母親。她在穆罕默德六歲的時候病逝於麥地那（當時稱為雅茲里布）附近的艾卜瓦。
勸善戒惡（الأمر بالمعروف）導人向善的伊斯蘭教條。
安法勒（أنفال）戰利品。
辅士（أنصار）穆罕默德遷移至麥地那時提供協助的麥地那居民。
阿吉德（عقيدة）信仰、教條、教義。
阿其刮（عقيقة）為新生兒剃頭及宰殺羊隻的伊斯蘭教習俗。
阿格力（عقل）智慧、思維、理解能力。
阿爾坎，單數是盧克（ركن/أركان）伊斯蘭教的五大支柱。
A.S.（阿萊希塞拉姆的縮寫）（عليه السلام）祝福語，用於穆罕默德之前的先知名稱上，也用於這些先知的母親。如果用於女性，全稱是阿萊哈塞拉姆。
艾蘇力（أصل）根源、起源、來源、根本。
阿斯林塔斯拉姆（أسلِم تسلَم）「接受伊斯蘭」。
阿斯瑪安拉烏斯納（أسماء الله الحسنى）真主的九十九個尊名。根據聖訓，能夠全數列舉出來的人可以進入天堂。
晡禮（العصر）穆斯林每天進行的第三個禮拜，時間是在午後至日落時分，亦有「時代」的意思。
綏拉特橋（الصراط）懸在地獄之上的一道橋樑，決定一個人前往天堂還是地獄。如何過橋要取決於一個人在人生裡所作的善惡及信仰。
十聖人（عشرة المبشّر）十位得到天堂報喜的穆罕默德同伴，但什葉派並不承認。
阿舒拉节（عاشوراء）穆哈蘭姆月第十天。真主在當天拯救了被法老奴役的摩西及以色列人。先知穆罕默德的孫兒伊瑪目侯賽因與其72位同伴一起在卡爾巴拉的沙丘上犧牲。遜尼派學者建議在當天齋戒。什葉派會在當天同時紀念第三位什葉派伊瑪目侯賽因·伊本·阿里的逝世，他在這一天與家人和同伴一起在卡爾巴拉的戰役當中被殺。他們會在當天舉行悼念活動，學習伊斯蘭教的處世之道及提高自己的精神靈魂，並在儀式的最後哭泣，以示對侯賽因的愛戴及信仰。
色兰（السلام عليكم）伊斯蘭教的祝安語，字面上解作「祝你平安」。此外，「瓦拉赫曼圖拉瓦巴哈拉阿圖胡」（ورحمة الله وبركاته）意指「願主保佑和憐憫」，對這句祝安語的回應是「色蘭瓦拉赫曼圖拉瓦巴哈拉阿圖胡」（وعليكم السلام ورحمة الله وبركاته），意思是「亦願主保佑和憐憫你」。
 艾斯泰厄菲魯拉（أستغفر الله）「祈求真主饒恕」。
阿烏德祖比拉（أعوذ بالله）「求主庇佑」。這是古蘭經最後兩節起始部分的釋義。
卧里（أولياء）朋友、保護者、助手、看守者。
羞體（عورة）男女必須在公眾場所遮蔽的身體部分，例如婦女必須在陌生男子面前遮蔽的身體部分（陌生男子是指在法律上可以成為結婚對象的男子）。
阿亞（آية），眾數是阿亞特（آيات）意指跡象，具體來說是古蘭經的經文。
阿亞圖拉（آية الله）「真主的象徵」。什葉派頒給高級宗教領袖的稱號。

## B
巴蒂爾（باطل）參見巴伊。
貝圖拉（بيت الله）字面解作「真主之家」，具體指麥加的克爾白。
巴拉卡（بركة）賜福的一種方式。
巴拉克安拉乎費庫姆（بارك الله فيكم）「願安拉祝福你」。用以表達謝意。
巴爾札赫（برزخ）界限。在古蘭經裡形容淡水和鹹水的交界。在神學上是指人間與靈界之間的界線，去世後的靈魂通過這裡等待審判日的來臨。
巴舍（بشر）人類。
拜西拉（بصيرة）洞察力、識別能力、感知、深層知識。蘇菲派有時會用以指稱直接感知真理的能力。
巴伊（باطل）空虛。
巴頹尼（باطن）隱義、奧義。研究這些奧義的人被稱為巴庭尼。
B.B.H.N（عليه الصلاة والسلام）「他的名字將被傳頌」的縮寫。
比德阿（بدعة）宗教上的創新，例如發明新的禮拜方法。有違伊斯蘭教的創新發明被許多穆斯林視為異端，是嚴重的罪行。
比德阿薩伊阿（بدعة سيئة）被禁止的創新發明。
畢斯米拉拉摩尼拉米（بسم الله الرحمن الرحيم）「奉至仁至慈的真主之名」。
布爾德（بردة）廣義指「斗篷」或「外衣」，狹義指先知穆罕默德的斗篷。
拜伊爾（بيعة）向領袖的宣誓效忠，傳統上是指對哈里發及伊瑪目的宣誓效忠。

## C
哈里发（خَليفة）字面上解作繼承人，是指先知穆罕默德的繼承人、伊斯蘭神權國家的統治者。

## D
達里（دهري）無神論者。來自字根ad dahr，意思是「時間」。在伊斯蘭教，無神論者是指相信世事永恆、拒絕承認有審判日的人。
達加勒（دجّال）類似敵基督的人物，有「騙子」或「欺詐者」的意思。
達爾阿赫德（دار العهد）奧斯曼帝國與其基督教附庸國的關係。
達爾阿門（دار الأمن）意指「安全地區」，是指穆斯林在西方世界可以履行宗教習俗的地方。
達爾達瓦（دار الدعوة）伊斯蘭教新近傳入的地區。
達爾阿爾布（دار الحرب）意指「戰爭領域」，是指穆斯林統治地區以外與穆斯林處於戰爭狀態的地區。
達爾伊斯蘭（دار الإسلام）伊斯蘭教的領土。
達爾庫弗爾（دار الكفر）不信者統治的地區。原本是指先知穆罕默德遷至麥地那至佔領麥加期間被古萊什佔據的麥加。
 達爾蘇勒赫（ دارالصلح ）與伊斯蘭國家有和約的地區。
達爾舍哈代（دار الشهادة）參見達爾阿門。
達魯德（الدرود، الصلاة على النبي）讚美語。
達瓦（الدعوة）宣揚伊斯蘭教，改宗。
德爾維希（درويش）奉行蘇菲主義的人。
迪克爾（ذكر）有節奏地不斷頌讀真主之名的功修儀式。穆斯林認為先知的主要作用是讓人們牢記真主的存在。
齊米（ذمّي），眾數是齊瑪姆「受保護民」。是指居住在伊斯蘭國家的猶太人及基督徒（有時包括佛教徒、錫安教教徒、印度教教徒及瑣羅亞斯德教教徒等其他宗教的信徒），他們需要繳納特殊的稅項，宗教活動受到伊斯蘭教法的嚴格限制。
晌禮（ظهر）穆斯林每天進行的第二個禮拜。
迪尼（الدين）字面上解作「宗教」，是指伊斯蘭教啟示的生活方式，穆斯林信仰和習俗的總稱，經常被用作指稱伊斯蘭教的宗教信仰。
迪葉（دية）「血金」。人命損失的賠償。
杜瓦（دعاء）個人的禮拜和祈禱。
頓亞（دنيا）與來生相對的現世。

## E
開齋節象徵齋月（賴買丹月）的結束。

## F
費傑勒（فجرة）作惡的人。
晨禮（فجر）早上進行的禮拜，時間是在日出之前的拂曉之時。
費拉（فلاح）救助、拯救、善舉。
費勒色非（فلسفة）「哲學」。被引進伊斯蘭教的希臘哲學，嘗試以理性主義哲學解讀伊斯蘭教的人被稱為費伊萊蘇夫（فيلسوف），意思是「哲學家」。
法納（فناء）蘇菲派所說的毀滅自我、專注於真主的最高境界。
法吉赫（فقيه），眾數是法蓋赫（فقهاء）對伊斯蘭教及其法律、法學有深入認識的人。（參見法基赫）
法賴吉（الفرج）救世主馬赫迪的降臨。
法爾德（فرض）穆斯林必須履行的義務，例如一天五拜是法爾德。有所疏忽者將會在今生及後世受到懲罰。
法雷兌艾因（فرض عين）每位穆斯林都需要履行的義務。
法雷兌基法葉（فرض كفاية）整個穆斯林社會需要履行的義務，只要其中的一些人履行便可以免除其他人履行這類義務，例如參加聖戰。
法西德（فاسد）腐敗、不正當的行為。
法西格（فاسق）任何違反伊斯蘭教法的人。
開端章（الفاتحة）古蘭經的第一章，以「奉至仁至慈的真主之名，一切贊頌，全歸真主，全世界的主……」為開端，這些字句在穆斯林的禮拜儀式裡有重要的地位，是禮拜的核心部分。
法特瓦（فتوى）烏理瑪的法律見解，對於他本人及跟隨的穆斯林有法律效力。
法阿曼安拉（في أمان الله）「真主保佑你平安」。有人離開時所說的用語。
費格赫（فقه）傳統伊斯蘭教法形成的法學。字面上解作「深入認識」，是指對伊斯蘭教法的認識。
菲塞比利拉（في سبيل الله）「為了真主」。進行慈善活動、聖戰及殊死搏鬥時常見的伊斯蘭用語。
菲特納（فتنة），眾數是菲坦苦難或災難，也可以指內戰等任何時期的動亂或末日之前的一段時間。
菲特勒（فطرة）與生俱來美善的本性。穆斯林認為出生的嬰兒都是本性善美。
福爾剛（فرقان）辨別對錯真假的準則，例如古蘭經就是福爾剛。
富韋西蓋（فويسقة）歹毒、邪惡。來自字根「費塞蓋」，意思是偏離正道。

## G
蓋費拉（غفر）（過去式動詞）寬容、恕免。真主的一個特徵。
蓋夫萊（غفلة）疏忽及忘卻真主。被視為罪過。
蓋布（غيب）看不見的事物。
加尼瑪（غنيمة）戰利品。
蓋斯比（غصب）非法佔有。
加齊（غازى）（古語）字面上解作「突襲者」，指聖戰士。
大淨（غسل）全身的洗禮。穆斯林在射精後必須進行大淨。

## H
哈德斯阿克巴（حدث أكبر）大不潔的狀態，需要進行大淨予以去除。
哈德斯阿斯加爾（حدث أصغر）小不潔的狀態。
哈達明法德勒哈比（هَذَا مِن فَضْلِ رَبِّي）古蘭經的用語，「這是我主的恩典」。
哈迪（هادي）引導、引導者。「引導者」是真主的其中一個名字。
聖訓（حديث）字面上解作「演講」，是指先知穆罕默德的言行紀錄，得到傳述者的見證。
馬什胡爾聖訓（حديث مشهور）起初只有一位或多位穆罕默德同伴記載的聖訓，但後來在第一代及第二代穆斯林期間被無數人散播及熟知。
哈菲兹（حافظ）字面上解作「守護者」，是指熟讀古蘭經的人。
海德（حيض）月經期間。
哈吉（حجّ）麥加朝覲。朝覲是五功之一。
哈吉泰馬圖（حج التمتع）在朝覲季度進行副朝覲，並在朝覲當天進入伊哈拉姆狀態（穿著朝覲服）。在進行副朝覲之前需要前往米嘎特（換上朝覲服的地方）表明意向。結束時須屠宰動物。
哈吉吉蘭（حج القران）在米嘎特同時表明進行朝覲及副朝覲的意向。
哈吉伊夫雷德（حج الإفراد）在米嘎特只表明進行朝覲的意向。
哈基姆統治者或行政長官的稱號。有些穆斯林國家的法官也有這個稱號。
哈基米葉（حاكمية）主權、管治權。
清真（حلال）合法的、准許的、有益的、可嘉的、尊敬的。
哈拉蓋（حلقة）主要目的是為了研習伊斯蘭教的聚集或會議。
哈利克（حلق）剃頭，特別是指與麥加朝覲相關的剃頭儀式。
哈尼夫（حنيف）前伊斯蘭時期的一神教教徒。
哈格（حقّ）真實的、正確的。是真主的九十九個尊名當中的一個。
哈拉目（حرام）有罪的。
哈拉姆（حرم）聖地。
哈桑（حسن）良好的、美妙的、認可的。是依可靠性劃分的一個聖訓類別，意思是「可信的聖訓」（另有真實的聖訓和捏造的聖訓）。
哈瓦（هوى）自負或自大的追求；個人的激情；衝動。
希大亞（هداية）真主的引導。
希賈布 （حجاب）字面上解作「遮蔽」。形容出於莊重而遮蔽身體，廣義上是指關於禮俗的行為準則。
希吉拉（الهجرة）穆罕默德及其追隨者從麥加遷移至麥地那。字面上解作「遷移」，這一天是穆斯林的新年、穆哈拉姆月的第一天。
希邁克（حكمة）字面上解作「智慧」。是指穆斯林能夠獲得的最高層次的感悟，特別是指諾斯底主義者及蘇菲主義者獲得的啟發及神秘的知識。
希拉勒（هلال）新月。
喜瑪（حمى）自然保護區、受保護的森林和牧地；一種環境保護的概念。
希茲布（حزب）朱茲伍（古蘭經的卷冊）的一半，大約是古蘭經內容的六十份之一。
胡達（هدى）引導。
赫德納（هدنة）和約、停火協議。
侯杜德（حدود）字面上解作界限或邊界，通常是指真主對人類施加的限制；對於古蘭經裡有具體描述的罪行施加的伊斯蘭教法刑罰，針對醉酒、盜竊、叛亂、通姦亂倫、誹謗他人通姦覓倫及叛教。
侯坤（حكم）古蘭經及聖行當中的判例。
扈利（حورية）穆斯林相信生活在天堂的美男美女。

## I
依巴黛（عبادة）拜服、崇拜，但不局限於宗教儀式。所有以示服務真主的行為，包括學習知識、遵行虔誠的生活方式、幫助他人、作出善舉、保持謙和的態度都可以被視為依巴黛。
伊布力斯（إبليس）被打入地獄的一位鎮尼（精靈），又稱為撒旦。
伊德（عيد）慶典、節日。
古爾邦節（عيد الأضحى）「宰牲節」。都爾黑哲月第十天開始一連四天的節日。
開齋飯（إفطار）穆斯林在賴買丹月的日落後所吃的飯食。
伊哈拉姆（إحرام）進行朝覲的神聖狀態，包括朝覲者的服飾及精神狀況。
伊赫桑（إحسان）在禮拜的過程當中達致盡善盡美。是指穆斯林在禮拜的時候恍如看到真主，儘管他們看不見，但他們毫不存疑地相信真主正在看著他們。
伊赫蒂亞（إحتياط）預防措施。
伊赫蒂亞穆斯塔卜（إحتياط مستحبّ）可以選擇進行的預防措施。
伊赫蒂亞瓦直布（إحتياط واجب）務必履行的預防措施。
伊賈茲（إعجاز）神跡。是指古蘭經的內容及形態上都是神跡。
教統（إجازة）授權傳播伊斯蘭教知識的憑證。
伊智瑪（إجماع）烏瑪或烏理瑪的共識，是伊赫提拉夫（宗教上的分歧）的反義。
伊智提哈德（اجتهاد）在伊斯蘭教早期的歷史裡是對司法問題尋找新方法的方式。不過，伊斯蘭教自由派一般認為，在缺乏一個廣受認可的神權官僚政府的情況下，任何穆斯林都可以運用伊智提哈德。與其相反的是塔格利德，在阿拉伯語裡是「模仿」的意思。
伊赫提拉夫（اختلاف）學者對於宗教教義存在的分歧。伊智瑪的反義。
伊克拉姆（إكرام）榮譽、款待、慷慨。「至尊與慷慨的主」是真主九十九個尊名之一。
伊克拉赫（إكراه）有形或無形的力量。
伊拉（إله）神靈、上帝，包括多神教徒崇拜的神靈。
伊勒姆（علم）各種知識，通常是科學的同義詞。
伊玛目（إمام）字面上解作領袖，例如領導社區的人物、領禱者。什葉派用以指稱獲得安拉委任的穆罕默德繼承人。
爾瑪麥（إمامة）先知穆罕默德的繼承權。
伊瑪尼（إيمان）穆斯林對形而上學的看法。
我們屬於安拉，我們必將歸回他（إِنَّا لِلّهِ وَإِنَّـا إِلَيْهِ رَاجِعونَ）出自古蘭經的一句經文。向哀悼者所說的話。
因發格（إنفاق）施恩莫望報的觀念。是行善的基本概念。
引支勒（الإنجيل）爾撒（耶穌）得到的一部福音。穆斯林相信這本聖書已佚，並認為新約聖經並非安拉的聖言，只是基督徒講述耶穌的故事。
印沙安拉（إن شاء الله）「遵從安拉的旨意」。
以嘎麥（إقامة）第二次召喚穆斯林進行禮拜。
伊爾蒂達德（رتداد）叛教，又稱里達（ردة）。
爾撒（عيسى）爾撒·伊本·麥爾彥（瑪利亞之子耶穌，沒有生父故從母姓）。古蘭經認定安拉沒有兒子，所以爾撒不是安拉之子。穆斯林崇稱爾撒為納比（先知）及來蘇里（使者）。
宵禮（عشاء）每天進行的第五個禮拜。
伊斯拉（عشاء）「改革」。根據意境的不同而有不同的意思，如果是指伊斯蘭教的改革，可以是指如穆罕默德·阿布都提倡的現代化，也可以是指如穆罕默德·納西爾丁·阿爾巴尼主張的賽萊菲寫實主義。
伊斯蘭（الإسلام）「拜服真主」。伊斯蘭的阿拉伯字根解作拜服、遵從、平和及純淨。
伊斯納德（إسناد）聖訓的各個傳述者。
伊斯拉（الإسراء）據稱穆罕默德的一次夜訪天堂。
依斯蒂法（استغفار）請求寬恕。
伊斯蒂哈德（استحاضة）月經及產後以外的陰道出血。
伊斯提斯拉赫（استصلاح）公眾利益。是伊斯蘭教法的一個法源。
伊斯蒂斯哈德（استشهاد）徇教。
伊斯姆（إثم）因為不良行徑而在末日遭到清算而獲得的懲罰。
伊提卡夫（إعتكاف）在清真寺內隱居靜修，通常是在賴買丹月的最後十天進行。
明證之大成（إتمام الحجة）使者對宗教信仰的證明。

## J
傑茲（جائز）允許或准許的事物。沒有禁止的就是允許的。
哲罕南（جهنم）地獄。
賈希利葉（الجاهليّة）在伊斯蘭教備受人知之前的蒙昧時代。用以形容多神宗教。
賈赫勒（جهل）愚昧無知。
賈米亞（جامعة）「集會」。可以指清真寺、大學、社區及協會。
詹奈貝（جنابة）由性交或射精導致精神不淨的狀態，必須進行大淨。
者那則（جنازة）葬禮。撒拉特者那則是葬禮禮拜。
堅奈（جنة）天堂、樂園。
傑澤赫拉（جزاك اللهُ خيرًا）「願真主賜福於您」。表示感激的用語。
傑哈德（جهاد）鬥爭。為了正義和對抗邪惡而以真主的方式決意奮鬥，包括自我的內心鬥爭及真實的打鬥。
傑哈德薩吉爾（جهاد الصغير）哈里發發動的進攻聖戰。
傑哈德阿拉卜（جهاد الطلب）進攻聖戰。
傑哈德達法（جهاد الدفعة）防衛聖戰。
傑哈德比勒瑪（جهاد بامال）金融聖戰。
傑哈德比斯賽義夫（ جهاد بالسيف）字面上解作「用劍鬥爭」；聖戰。
吉爾巴布（جلباب）一種長袍，用以滿足希賈布的保守著裝要求。
鎮尼（جنّ）看不見的精靈。
吉茲亞（جزية）非穆斯林男子居住在穆斯林地區所須繳納的稅項。
朱乎德拒絕。
主麻（جمعة）星期五禮拜。
尤努卜（جنب）身體處於不潔的狀態。
朱茲伍（جزء）卷冊。古蘭經全書有30卷。

## K
克爾白（الكعبة）立方體的屋子，即是指穆斯林朝向禮拜的麥加立方體建築物。
卡菲勒（كافر），眾數是卡菲爾（كفّار）來自卡菲拉，意指「躲避」。是指有意逃避信仰的人、不信者、忘恩負義的人。使用這個詞語要十分謹慎，因為南非的白人有時會用這個詞語去攻擊黑人。
凱拉姆（علم الكلام）意指「字詞」或「講話」。是指與哲學和神學相關的學問。
凱爾（خير）任何美好的事物。
哈利勒（خليل）虔誠的朋友。
赫勒格（خلق）創造。可指創造萬物的安拉。
哈姆勒（خمر）麻醉物、酒。
海推布（خطيب）星期五禮拜的講者。
亥聽（ختم）背誦古蘭經全文。
 哈拉吉（خراج）一種地稅。
海爾善良。
希拉弗（خلاف）爭議、分歧。
哈里發國（خلافة）人類的託管權、地球的管理權；哈里發最基本的理論。
正統哈里發（الخلفاء الراشدون）首四位哈里發，大部分穆斯林都相信是歷史上最有合法性的統治者。
克麻爾（خمار）一種遮蓋頭部的頭巾。
契丹（ختان）男性割禮。
哈盧格（خُلُق）道德。
胡朱（خشوع）謙敬、虔誠、集中（特別是指禮拜）。
呼图白（خطبة）主麻日禮拜的演講。
克比爾（كِبْر）尊嚴、自負。
吉巴爾（كِبَر）高齡。
克塔布（كتاب）書籍。古蘭經有時又會被稱為克塔布。
庫夫爾（كفر）不信、沒有信仰、不敬。
庫夫爾侯坤（كفر الحكم）出於偏見而不信。
庫夫爾伊納德（كفر العناد）出於頑固而不信。
庫夫爾因卡爾（كفر الإنكار）出於自負而不信。
庫夫爾伊斯蒂布達勒（كفر الإستبدال）由於想要取代安拉的法律而不信。
庫夫爾伊斯蒂赫萊勒（كفر الإستحلال）由於想把被禁止的事物變成允許而不信。
庫夫爾伊斯蒂赫澤赫出於嘲笑而不信。
庫夫爾賈赫勒（كفر الجهل）出於不察及不了解而不信。
庫夫爾朱胡德（كفر الجهد）在接觸到信仰之後出於頑固而不信。
庫夫爾尼法格（كفر النفاق）出於虛偽而不信。
庫夫爾伊拉德（كفر الإعراض）出於迴避而不信。
昆（كن）真主對世界的掌控力。

## L
萬物非主，唯有真主（لَا إِلٰهَ إِلَّا الله）最重要的伊斯蘭教用語，是亞伯拉罕、摩西、耶穌、穆罕默德等所有先知傳達的訊息。
萊拜凱安拉胡邁（لبّيكَ اللّهُم）「主啊，請吩咐吧」。朝覲時的用語。
萊古（لغو）骯髒、虛假。是指對穆斯林的生活沒有任何意義的事物。
蘭奈（لعنة）詛咒、咒罵。
蓋德爾夜（ليلة القدر）是指穆罕默德在賴買丹月臨近結束時得到古蘭經首段經文啟示的那個晚上。

## M
馬德拉沙（مدرسة）學校、大學。
昏禮（مغرب）每天進行的第四個禮拜。
马赫迪（مهدي）「指導者」。具體來說是指世界在經歷了不公和戰爭之後，馬赫迪會在真主的准許下在末日審判之前與先知耶穌一起降臨，為世界帶來和平、秩序和公義。
馬然（محرم）是指不能結緍的異性親屬，在馬然面前不須穿著希賈布。
麥克魯海（مكروه）意指「可憎的」，但並非哈拉姆（被禁止的）。如果一個人是可憎的，他並不會受到懲罰，但避免成為可憎的人會得到塞瓦布（報酬）。
馬拉依克（ملائكة）天使（眾數）。天使之一的賈布里勒（加百列）把真主的啟示帶給穆罕默德。
戰爭俘虜奴隷（ما ملكت أيمانكم）合法的配偶。
曼納西克（مناسك）正式朝覲的具體規定。
曼杜卜（مندوب）推薦的、建議的。做不到也不算是罪過。
曼赫傑（منهج）傳達信仰的方法。
曼蘇赫（منسوخ）被廢止的。是指古蘭經啟示的部分內容被其他部分取代。
曼吉爾（منزل）單元。古蘭經被分成七個單元。
馬魯夫（معروف）社群的共識。
邁塞利（مصالح）公眾利益。
如主所願（ما شاء الله）「按照真主的意願」。
麥西哈（مسيح）彌賽亞，耶穌基督。
馬斯吉德（مسجد），眾數是馬沙吉德（مساجد）禮拜的地方；清真寺。
麥加禁寺（المسجد الحرام）在麥加圍繞着克爾白的清真寺。
麥茲海布（مذهب）宗教法學的派別。
毛拉（مولى）先生。
毛拉納（مولانا）意指「我們的大人」或「我們的領導」。用作稱號用在受人尊敬的宗教領袖名前，特別是宗教學校的畢業生，有時用以指稱魯米。
毛拉維（مولوی）用於伊斯蘭宗教學者及烏理瑪名前的崇高稱號，但沒有排他性。廣義上是指任何的宗教教士或教師。
麥加（مكّة）伊斯蘭教最神聖的城市。
麦地那（مدينة）「城市」。麥地那納比是「先知之城」的意思。
米阿德（معاد）末日審判。真主會復活所有死者進行審判。
米哈拉布（محراب）清真寺牆上的一個壁龕，用以指示禮拜的方向。
米拉（مِلَّة）在阿拉伯語裡解作「宗教」，是指伊斯蘭教以外與先知有關的宗教，指稱伊斯蘭教則用迪尼。
米利特土耳其語解作民族、社群、人民。非穆斯林在伊斯蘭國家以半自治社群的形式繼續奉行他們的宗教，這種制度被稱為米利特。
叫拜樓（منارة）建在清真寺之上的塔樓，樓頂就是呼喚穆斯林前來禮拜的地方。
敏拜爾（منبر）清真寺裡的講壇。伊瑪目站在上面佈道。
明哈傑（منهج）方法論，如方法、規則、程序等。
米嘎特（ميقات）朝謹者的必經之地。
米勒傑（المعراج）登霄，是指穆罕默德夜行登霄到天堂。
雙求護章（المعوذتين）古蘭經的最後兩個章節曙光章及世人章。穆斯林會誦讀這段經文以紓緩苦難。
穆巴哈（مباح）字面上解作准許的。既不禁止，亦不建議。
穆巴萊（مبلغ）背誦古蘭經的人。
穆夫提（مفتى）解釋及說明伊斯蘭教法的學者，可以頒佈伊斯蘭教令。
穆希賈布（محجبة）穿著希賈布的婦女。
穆哈卡馬特古蘭經裡不容置疑的經文。
穆哈里比（محاربة）對真主發動戰爭的人。
穆罕默德拉蘇安拉（محمدٌ رسول الله）「穆罕默德，是主使者」。
穆夫西德（مفسد）不根據古蘭經發動聖戰的人。
穆辛（محسن）行善者。
迁士（مهاجرون）首批隨同穆罕默德遷移到麥地那的穆斯林。
穆哈里格（مهرطق）異教徒。
聖戰者（مجاهد）為伊斯蘭教而戰的戰士。
穆智台希德（مجتهد）就宗教問題論證以形成意見及作出裁決的學者。
穆拉（ملا）伊斯蘭教士。
穆民（مؤمن）遵守古蘭經戒律的穆斯林。
穆納菲格（منافق）佯裝信奉伊斯蘭教的人。
門塔格巴（منتقبة）穿著尼卡布（面紗）的婦女。
穆拉巴哈（مرابحة）成本加費銷售。
穆里希德（مرشد）蘇菲派的導師。
穆爾塔德（مرتد）叛教者。
穆斯哈夫（مصحف）古蘭經的複製本、手抄本或修訂本。
穆什爾克（مشرك）拜真主之外還拜其他的神靈的多神教徒。
穆斯林（مسل）伊斯蘭教的信徒。意念臣服於真主的人。
穆斯台哈卜（مستحبّ）可以嘉許的。
穆塔爾（متعة）字面上解作享樂；給離婚婦女的賠償；「尼卡穆塔爾」是指臨時結婚。
穆塔沙比哈特（متشابهات）古蘭經裡含糊的經文。
穆塔阿西本（متعصّبون）狂熱者。
穆塔瓦（مطوّع）在一些地區用以指稱虔誠的穆斯林。
穆塔韋（مطوعين）宗教警察。
穆泰瓦提爾（متواتر）「一致同意」。用以描述得到許多證人見證、可以追溯至穆罕默德的聖訓。

## N
納比字面上解作先知。在伊斯蘭教裡，納比是真主派遣向人類提供指導的人，但並沒有被授予經文。亞伯拉罕就是一位納比，與來蘇里（使者）不同。
納夫斯（النفس）靈魂、自我。
副功拜（نافلة）非必要、額外的禮拜。
納賈塞（نجاسة）不潔。
納吉斯（نجاسة）污穢的。
納基爾與蒙卡爾在墳墓裡對死者的信仰進行測試的兩名天使。
奈塞赫（نصيحة）建議。
納斯赫（نسخ）被廢止的。是指古蘭經啟示的部分內容被其他部分取代。
納斯（نصّ）已知、清晰的法令。
尼法司（نفاس）產後出血。
尼法格（نفاق）說謊、不實、偽善。
尼卡（النكاح）伊斯蘭婚姻裡新娘與新郎的婚姻合同。
尼卡布（نقاب）面紗。
尼亞特（نية）動機。
努布瓦（نبوّة）先知的本質。什葉派視為第三個支柱。
努克拉被禁止、邪惡的事物。
努爾（نور）光。穆斯林相信天使是由光組成，鎮尼是由火組成。

## P
P.B.U.H「祝他平安」的縮寫，不論任何情況都可附帶在穆罕默德的後面。
先知捎帶安拉訊息的人。

## Q
卡德赫夫（قذف）伊斯蘭教法具體提到的誣陷他人不貞罪。
卡達爾（قدر）宿命。
卡迪（قاضي）伊斯蘭教法法官。
卡勒布（قلب）心靈。
朝向（قبلة）穆斯林在禮拜時面對的方向。
給他勒菲塞比利拉（قتال في سبيل الله ）為安拉之道而戰。
給亞邁（قيامة）復活；末日審判的死者復活。
基沙斯（قصاص）同態復仇。
給亞姆（قيام）端立，禮拜的姿勢。
格亞斯（القياس）類比。法理論證及伊斯蘭教法學的基礎。
庫德西（قدسي）聖訓的一個分類。這類聖訓被認為是穆罕默德轉述真主的說話。
古爾巴（قربة）親近真主。與蘇菲派相關的術語。
古蘭經（القرآن）字面上解作吟誦。穆斯林相信古蘭經是真主之言及其對人類的啟示，約在610年通過天使賈布里勒授予穆罕默德。

## R
拉比（ربّ）主人。
拉安拉乎安乎（رضي الله عنه）「望安拉滿意」。
拉赫曼（رحمن）仁慈的。
拉希姆（رحيم）有同情心的。
拉伊姆（رجم）石刑。
拉卡特（ركعة）一組伊斯蘭教的禮拜者。
賴買丹月（رمضان）齋戒月。
正統哈里發（راشدون）遜尼派認為首四任哈里發是正統的，他們是艾卜·伯克爾、歐麥爾、奧斯曼及阿里。
 來蘇里（رسول）使者。與先知不同，使者帶有經文。摩西、大衛、耶穌及穆罕默德都被視為使者。所有使者都是先知，但並非所有先知都是帶有經文的使者。
里巴（ربا）利息。古蘭經禁止收取及支付利息。
里巴特守護穆斯林對抗異教徒。
里達叛教。指穆斯林改信其他宗教或成為無信仰者。
雷沙來（رِسَالَة）字面上解作訊息或書信。可以指一般的書信，也可以指宗教上的神示訊息。
魯哈（روح）靈魂。真主將之吹進亞當的塑像。
盧克（ركن）參見阿爾坎
盧庫（ركوع）禮拜時所做的躬身。

## S
薩布（سَبّ）褻瀆真主或穆罕默德。
沙布爾（صبر）耐心、堅忍、自我克制。
薩達卡（صدقة）施捨；義務捐贈超出天課所需。
薩哈巴（الصحابة）穆罕默德的同伴。
薩伊（صحيح）聖訓的可信性。
薩克納（سكينة）誦讀古蘭經時神聖的「安寧」和「平和」狀態。
賽萊夫（السلف الصالح）先輩。在伊斯蘭教，賽萊夫是指首三代的穆斯林。
薩拉特（صلاة）義務性質的每天五拜。
薩拉姆（سلام）和平。
薩拉拉乎阿萊希塞拉姆（صلى الله عليه و سلم）「願安拉祝福及賜他平安」。在提到先知穆罕默德的名字時所說的用語。
薩馬德（صمد）永恆、絕對。穆斯林認為真主是「永恆的」。
清快泉（سلسبيل）天堂的一處水源。
薩瓦蘇醒、復生。
S.A.W.「願安拉祝福及賜他平安」的縮寫。
沙渥姆（صَوم）賴買丹月的齋戒。
賽義德（سيّد）穆罕默德親屬的後裔。
薩瑪多個蘇菲教團的一些儀式。
薩哈達（الشهادة）作證詞：「萬物非主，唯有真主。穆罕默德，是主使者」 。
沙希德（شهيد）見證人、殉教者。通常指「為安拉而戰」犧牲的人，在現代常指一些出於政治原因，但被一些穆斯林視為有宗教因素牽涉在內而死亡的人物。
謝赫（شيخ）宗教大師、穆斯林教士。
沙里亞（الشريعة）「通往水池的道路」。根據古蘭經及聖行而形成的禮教及道德規範。是伊斯蘭教法學的基礎。
謝里夫（شريف）穆罕默德的孫兒哈桑的後裔擁有的稱號。
撒旦（شيطان）魔鬼，又稱伊布力斯。
什叶派（الشيعة）伊斯蘭教的一個派系，相信伊瑪目阿里及他的兒子哈桑及侯賽因是先知穆罕默德指定的伊斯蘭教監護人。
舍克（شرك）偶像崇拜；多神信仰；信奉除了真主以外的其他神靈及把其他神靈與真主結合在一起的罪行。
舒拉（شورى）協商。
極界樹（سدرة المنتهى ）一棵巨大的棗蓮，標誌着七層天的邊界，任何生物都不能通過。
綏拉（السيرة）先知穆罕默德的傳記。
隋拉特穆斯泰基姆（ الصراط المستقيم）直線道路。是指正確的道路。
蘇巴薩迪格真實的曙光。
蘇卜阿奈胡韋泰阿拉（سبحانه و تعالى）在寫作及說話時提到安拉的時候所說的用語，意思是贊美真主。
讚主清淨（سبحان الله）在提到安拉的特質、慷慨及造物的時候表示讚歎。
蘇非主義（صوفي）伊斯蘭教的神秘主義。
封齋飯（سحور）齋戒當中的穆斯林在日出之前所吃的一頓飯。
蘇朱德（سجود）跪下叩頭，禮拜的姿勢。
 蘇庫克（صكوك）一種不賺取利息、而是通過銷售、盈利及租賃獲利的債券。
蘇勒赫（صلح）和平、休戰狀態。
遜奈（السنّة）先知穆罕默德的行徑及示例，即是指穆罕默德平生的行為、話語及觀點。他被穆斯林視為最佳的人類道德模範。
遜尼派（سنّي）伊斯蘭教最大的教派。遜尼一詞來自遜奈，意思是先知穆罕默德的言行。
蘇拉（سورة）章節。古蘭經有114個蘇拉。

## T
台阿拉（تعالى）崇高、至高無上。
塔比歐乃（تابعين）薩哈巴的追隨者。
塔夫細爾（تفسير）注釋，特別是指對古蘭經的注釋。
塔古特（طاغوت）源自阿拉米語，意指「偽神」，亦有殘暴的意思。
泰罕珠德（تهجُّد）並非穆斯林必須履行的深夜禮拜。
塔拉勒（طهارة）以大淨或小淨的方式去除不潔狀態。
塔希爾（طاهر）純潔。
塔赫理（تهليل）誦讀「萬物非主，唯有真主」。
泰赫尼克（تحنيك）用蜜糖、甜汁或棗子觸碰新生嬰兒的伊斯蘭儀式。
塔利夫（تحريف）敗壞、偽造。穆斯林認為聖經的經文遭到竄改，古蘭經則忠於原文。
塔傑迪德（تجديد）字面上解作復新，是指通過改革令社會更加平等公義。
塔傑迪夫（تجديف）褻瀆。
塔吉威德（تجويد）根據特定的發音和語調誦讀古蘭經。
塔卡夫（التكتاقل）基於伊斯蘭教法的相互保險。
泰克比爾（تكبير）讚頌真主至大。
塔克費爾（تكفير）宣告個別人士或團體為卡菲勒（不信者）。
泰赫里傑（تخريج الحديث ）對聖訓摘錄及可信性的研究，包括認證聖訓的傳述鏈及評定聖訓的可信性。
泰庫萬尼（تکوینیة）存在論。
塔拉克（الطلاق）離婚。
太克底爾（تقدير）命運、前定。
塔格利德（تقليد）服從伊瑪目在伊斯蘭法學上的專業意見。
塔基亞（تقيّة）在特定情況下可以掩飾宗教信仰或撒謊以保護自己免於受到傷害的原則。
太各瓦（تقوى）正直；善良；虔誠。是指害怕真主的懲罰，因而虔誠守戒。
泰拉威（تراويح）在賴買丹月的宵禮之後進行的額外禮拜。
泰爾基卜（تَرْكِيب）對古蘭經裡的阿拉伯語語法進行的研究。
塔里卡（طريقة）穆斯林教團，特別是指蘇菲派的教團。
泰爾泰勒（ترتيل）緩慢地誦讀古蘭經。
太薩伍夫（التصوّف）蘇菲主義。
特斯必赫（تسبيح）誦念「贊主清淨」。
 泰什基勒（تشكيل）以標音符號為阿拉伯文字標音。是阿拉伯書寫體系的重要一環。
塔斯林（تسليم）禮拜完畢時行禮。
泰特比爾（تطبير）什葉派阿舒拉節的一個儀式。以劍擊頭作自我鞭笞。
塔瓦庫爾（توکل）完全信賴安拉。
泰瓦蘇勒（توسُّل）透過中間人向真主祈禱或代禱。
塔瓦夫（طواف）朝覲期間繞行克爾白。
陶菲格（توفیق）得到真主的相助達成目的。
討白（توبة）懺悔。
討黑德（توحيد）一神論；認定真主的唯一性。穆斯林視為五功之一。反義詞是舍克。
討拉特（توراة）穆薩所得的律法書。
塔濟爾（تعزير）酌定刑。伊斯蘭教法沒有限定的刑罰。
泰茲基阿赫（تزكية）心靈淨化。
塞瓦布（ثواب）行善而在末日審判得到的回報。
提拉沃（تلاوة）誦讀古蘭經的段落。

## U
烏布迪亞（عبودية）崇拜。
烏德迪亞（أضحية）獻祭。
烏理瑪（علماء）或烏拉瑪伊斯蘭社會的領袖，包括教師、伊瑪目及法官。
烏瑪（الاُمّة）或烏馬字面上解作民族，是指全球的穆斯林社群。
歐木賴（عمرة）規模較小的麥加朝覲，可在全年任何時間進行。
烏奎巴（عقوبة）伊斯蘭教法有關刑罰的部分。
歐爾夫（عرف）導致伊斯蘭教法學轉變的社會習俗。
烏蘇爾（أُصول）原理、根源。
 烏蘇爾費格赫（أصول الفقه）對伊斯蘭教法學起源和慣例的研究。

## W
瓦阿萊庫姆塞拉姆（وعليكم السلام）「願主的安寧也降臨於你們」。
韋法特（وفاة）逝世。巴拉韋法特是指穆罕默德的死忌（伊斯蘭曆的3月12日），巴法是指12日。汉语中一般称“无常”或“归真”。
瓦哈德特伍吉德萬有單一論。蘇菲派的哲學用語。
挖哈一（وحی）先知從真主所得到對人類的啟示。
瓦恩（وهن）字面上解作「軟弱」、「薄弱」。根據一條聖訓，先知將這個詞語解讀為「對世界的愛心、對死亡的厭惡」。
瓦吉布（واجب）必須的、義務的。
瓦利（ولي）朋友、保護者、監護者、支持者、助手。
瓦合甫（وقف）財產捐贈。通常有特定的捐贈對象，如窮人、家庭、村莊、清真寺。
瓦拉格（ورّاق）抄寫員、出版人、印刷工人、公證人、誊寫員。
瓦薩（وسط）中庸之道，不走極端。
瓦西拉（وسيلة）親近安拉的方式。
威特爾（وتر）單數拉卡特（組別）進行的非必要夜間禮拜。
小淨（الوضوء）在禮拜之前去除小不潔狀態的淨禮。

## Y
亞安拉（یا الله）「噢，主呀」。
亞拉蘇勒安拉（یا رسول الله）「噢，主使者」。同伴與穆罕默德交談時所說的用語。
雅朱者和馬朱者（يأجوج ومأجوج ）歌革和瑪各。
雅根（يقين）確信。
亞爾阿穆克安拉（يرحمك الله）「願主佑你」。
安拉亞爾阿穆乎（الله يرحمه）「願主憐憫他的靈魂」。當有人去世時所說的用語。
約姆丁（يوم الدين）清算日。
約姆給亞邁審判日。

## Z
宰逋爾（زبور）先知達烏德所得的詩篇。
宰比哈（ذَبِيْحَة）伊斯蘭教屠宰動物的方式。割開動物的氣管、喉部及頸部的血管而免於傷及脊髓，讓血液流光，然後砍掉頭部。
札希爾（ظاهر）外在意思。
宰德派（الزيدية）什葉派的一個分支，主要分佈在也門。
扎卡特（زكاة）繳稅。是穆斯林的義務。
扎卡特費圖爾（زكاة الفطر）賴買丹月結束時作出的捐獻。
贊達卡（زندقة）異端。
 齊納（زناء, زنى）婚外性行為。
精底格（زنديق）不信神者，異教徒。
佐勒菲卡爾（ذو الفقار）阿里的劍。

### 引用
1. ↑  Campo（2009年），第177页
2. ↑  Abidin（2007年），第6页
3. ↑  Brockopp（2000年），第128-129页
4. ↑  Costa（2002年），第70页
5. ↑  Kabbani（2003年），Classical Islam and the Naqshbandi Sufi Tradition，第571-572页
6. ↑  Kennedy（2005年），第xii-xiii页
7. ↑  Assad（2008年），第151页
8. ↑  Sampford，Okur & Zifcak（2015年），第307页
9. ↑  Sedaghat（2010年），第102页
10. ↑  Chittick（1998年），第168页
11. ↑  Waardenburg（1999年），第6页
12. ↑  Baig（2012年），第476页
13. ↑  Ayoub（1984年），第47页
14. ↑  Campo（2009年），第547页
15. ↑  Costa（2002年），第71页
16. ↑  Rippin（2008年），第131页
17. ↑  Esposito（2004年），第325页
18. ↑  Bazzaz（2010年），第5页
19. ↑  Mahmoud（2008年），第18页
20. ↑  Kabbani（2003年），Classical Islam and the Naqshbandi Sufi Tradition，第23页
21. ↑  Samat（2001年），第ix页
22. ↑  Kabbani（2003年），The Approach of Armageddon?: An Islamic Perspective : a Chronicle of Scientific Breakthroughs and World Events that Occur During the Last Days, as Foretold by Prophet Muhammad，第32页
23. ↑  Maʻsúmián（1995年），第79-80页
24. ↑  Nakshawani（2014年），第15页
25. ↑  Rubin（2015年），第329页
26. ↑  Cornell（2007年），第119页
27. ↑  Morgan（2010年），第190页
28. ↑  Qasmi（2006年），第138页
29. ↑  Bashier（2012年），第76页
30. ↑  Turfe（2013年），第37页
31. ↑  Armstrong（2001年），第34页
32. ↑  Esposito（2004年），第38页
33. ↑  Ghazālī（2010年），第117-118页
34. ↑  Bullivant & Ruse（2013年），第168页
35. ↑  Richardson（2006年），第89页
36. ↑  Reichberg，Syse & Hartwell（2014年），第432页
37. ↑  Khalil（2013年），第79页
38. ↑  Campo（2009年），第548页
39. ↑  Sardar & Davies（2007年），第50页
40. ↑  Smith（1963年），第280页
41. ↑  Ruthven（2012年），第93页
42. ↑  Rosowsky（2008年），第8页
43. ↑  Campo（2009年），第241-242页
44. ↑  Coward（2012年），第84页
45. ↑  al-Ḥasan Ṭūsī（2008年），第17页
46. ↑  Meri（2005年），第307-308页
47. ↑  Cornell（2006年），第132页
48. ↑  Buyukcelebi（2005年），第265页
49. ↑  Buyukcelebi（2005年），第264-265页
50. ↑  Hussain（2012年），第222-223页
51. ↑  Lowry & Stewart（2009年），第407-408页
52. ↑  Barnard（2014年），第103页
53. ↑  Wahbah（1978年），第115页
54. ↑  Abiad（2008年），第5页
55. ↑  Khan（2003年），第155页
56. ↑  Ramadan（2006年），In the Footsteps of the Prophet: Lessons from the Life of Muhammad，第135页
57. ↑  Bahi（2008年），第82页
58. ↑  Leaman（2006年），第460页
59. ↑  Geisler & Saleeb（2002年），第18页
60. ↑  Swartley（2005年），第505页
61. ↑  Kataregga & Shenk（1980年），第140页
62. ↑  Meri（2005年），第677页
63. ↑  Pereira（2002年），第79页
64. ↑  Algül（2005年），第49页
65. ↑  Rane（2010年），第14页
66. ↑  Bennett（2007年），第23页
67. ↑  Böwering & Crone（2013年），第283页
68. ↑  Stevenson & Waite（2011年），第773页
69. ↑  Tibi（2008年），第75页
70. ↑  Herlihy（2009年），第104页
71. ↑  Curtis（2010年），第401页
72. ↑  Juergensmeyer & Roof（2011年），第737页
73. ↑  Ameli & Merali（2006年），第52页
74. ↑  al-Dīn（2004年），第98页
75. ↑  Vikør（2005年），第37页
76. ↑  Campo（2009年），第652页
77. ↑  Braybrooke（2009年），第321页
78. ↑  Olesen（1995年），第42页
79. ↑  Stanton（1969年），第71页
80. ↑  Myuhtar-May（2014年），第45页
81. ↑  Black，Esmaeili & Hosen（2013年），第124页
82. ↑  Rane（2010年），第20页
83. ↑  Khalifa（2010年），第405页
84. ↑  Cobb（2011年），第30页
85. ↑  Khan（2013年），第90-91页
86. ↑  Esposito（2004年），第102页
87. ↑  Stump（2008年），第59页
88. ↑  Gonzalez（2013年），第40页
89. ↑  Naqvi（2012年），第138页
90. ↑  Ramadan（2006年），Understanding Islamic Law: From Classical to Contemporary，第107页
91. ↑  Faruki（1974年），第361页
92. ↑  Mayled & Ahluwalia（2003年），第18页
93. ↑  Geisler & Saleeb（2002年），第174页
94. ↑  Esposito（2004年），第310页
95. ↑  Esposito（2004年），第42页
96. ↑  Gülen（2004年），第45页
97. ↑  Glover（2007年），第46页
98. ↑  Köchler（1982年），第24页
99. ↑  Campo（2009年），第683页
100. ↑  吴冰冰.  (PDF). 阿拉伯世界研究. 2007, (3): 41–48  [2022-08-15]. ISSN 1673-5161. CNKI ALBJ200703005. CQVIP 24551490. （原始内容存档 (PDF)于2022-08-15）.
101. ↑  Kelly（1984年），第11页
102. ↑  Sell（2013年），第313-314页
103. ↑  杨占武 & 金立华（1992年），第43-50页
104. ↑  Calder，Mojaddedi & Rippin（2012年），第90页
105. ↑  Pond（2004年），第771页